# Irmgard Höß
Irmgard Höß (* 1. November 1919 in Nürnberg; † 23. April 2009 in Gräfelfing) war eine deutsche Mittelalterhistorikerin.

## Leben und Karriere
Irmgard Höß legte 1939 ihr Abitur ab und machte zunächst von 1940 bis 1941 eine Lehre als Verlagsbuchhändlerin. 1941 legte sie dafür ihre Prüfung ab und begann 1942 ein Studium der Geschichte, Kunstgeschichte und Germanistik an der Ludwig-Maximilians-Universität München. 1943 wechselte sie an die Friedrich-Schiller-Universität Jena (FSU), wo sie bei Willy Flach und Karl Heussi noch im April 1945 mit einer Arbeit zum Thema Die deutschen Stämme im Investiturstreit promoviert wurde. Bei Flach erfolgte im Dezember 1951 auch die Habilitation mit der Arbeit Georg Spalatin. Ein Leben in den Entscheidungsjahren der Reformation. Im Jahr darauf wurde Höß Dozentin an der FSU und im September 1956 Professorin mit Lehrauftrag für Geschichte des Mittelalters. Gleichzeitig mit der Professur wurde sie Direktorin des Historischen Instituts der Universität. In dieser Zeit sah sie sich immer öfter Angriffen vor allem von Seiten der Studenten ausgesetzt, da sie weder Mitglied der SED war, noch sich als bürgerliche Wissenschaftlerin gesellschaftlich in der Weise engagierte, wie es von ihr erwartet wurde. So arbeitete sie eng mit Karl Griewank zusammen und weigerte sich 1957 einen Aufruf gegen die atomare Rüstung in der BRD zu unterzeichnen, weil er auch Angriffe gegen westdeutsche Historikerkollegen enthielt. Als sie zu Beginn des Semesters 1957/58 von Max Steinmetz und Kurt Pätzold ultimativ aufgefordert wurde, in Zukunft nur noch Lehrveranstaltungen auf marxistisch-leninistischer Grundlage abzuhalten, wurde ihre Position immer kritischer. In einem in der FDJ-Zeitschrift Forum erschienenen Artikel wurde sie als vermeintliche Befürworterin des Atomkriegs ebenso wie als Gegnerin des Marxismus-Leninismus dargestellt. Zudem verlor sie im Dezember 1957 ihre beiden Assistenten, da in Zukunft das Hauptaugenmerk auf die Neuere und Neueste Geschichte gelegt werden sollte. Nach weiteren Angriffen wurde Höß von ihrer Funktion als Institutionsdirektorin entbunden. Sie selbst kündigte zum 31. März 1958 und hoffte, danach die DDR legal verlassen zu können. Nachdem ihr das nicht gestattet wurde, floh sie am 14. Mai 1958 in die Bundesrepublik. Die bis Ende 1958 in der DDR geltende Anordnung, dass Doktorgrade nach einer Flucht aus der DDR aberkannt würden, wurde in der Bundesrepublik Deutschland nicht wirksam.
Nach ihrer Flucht wurde Höß noch 1958 wissenschaftliche Mitarbeiterin der Historischen Kommission der Bayerischen Akademie der Wissenschaften. Zudem wurde sie 1958 Lehrbeauftragte für Mittlere und Neuere Geschichte an der Friedrich-Alexander-Universität Erlangen-Nürnberg (FAU), wo sie sich 1962 umhabilitierte und 1964 außerplanmäßige Professorin wurde. Im Semester 1968/1969 übernahm Höß eine Lehrstuhlvertretung. 1978 wurde sie außerplanmäßige Professorin für Mittelalterliche Reformationsgeschichte an der FAU. Sie war Ehrenmitglied der Historischen Kommission für Thüringen.

## Schriften (Auswahl)

### Monografien
- Die deutschen Stämme in der Zeit des Investiturstreites, Vandenhoeck & Ruprecht, Göttingen 1951.
- Georg Spalatin 1484 – 1545. Ein Leben in der Zeit des Humanismus und der Reformation, Böhlau, Weimar 1956 (2. Auflage 1989, ISBN 3-7400-0119-4).

### Artikel
- Parlamentum. Zur Verwendung des Begriffes im Sprachgebrauch der spätmittelalterlichen Reichskanzlei. In: Helmut Beumann (Hrsg.): Historische Forschungen für Walter Schlesinger. Böhlau, Köln, Wien 1974, S. 570–583 (PDF).
- Das Lutherjahr 1983. Versuch einer Bilanz. In: Zeitschrift für Historische Forschung. 15, 1988, S. 316–345 (JSTOR).

## Belege
1. ↑  Hochschule im Sozialismus: Studien zur Geschichte der Friedrich-Schiller-Universität Jena (1945–1990). Teil 1, S. 1662
2. ↑  Ilko-Sascha Kowalczuk: Legitimation eines neuen Staates, S. 16.
3. ↑  Mitglieder der Historischen Kommission für Thüringen (Memento vom 1. Mai 2016 im Internet Archive)

| Personendaten    | Personendaten                    |
| ---------------- | -------------------------------- |
| NAME             | Höß, Irmgard                     |
| KURZBESCHREIBUNG | deutsche Mittelalterhistorikerin |
| GEBURTSDATUM     | 1. November 1919                 |
| GEBURTSORT       | Nürnberg                         |
| STERBEDATUM      | 23. April 2009                   |
| STERBEORT        | Gräfelfing                       |